# Opisthotropis maculosa
Opisthotropis maculosus är en ormart som beskrevs av Stuart och Chuaynkern 2007. Opisthotropis maculosus ingår i släktet Opisthotropis och familjen snokar. Inga underarter finns listade i Catalogue of Life.
Denna orm har flera från varandra skilda populationer i sydöstra Kina (provinserna Guangxi och Guangdong) samt i nordöstra Thailand. Kanske förekommer den även i Laos. Arten lever i kulliga områden och i bergstrakter mellan 190 och 1150 meter över havet. Habitatet utgörs av olika slags skogar. Individerna vistas i områden med vattendrag. Honor lägger ägg.
Det är inget känt om populationens storlek och möjliga hot. IUCN listar arten med kunskapsbrist (DD).